# Saison 1981-1982 du Stade quimpérois
Maillots
Chronologie
Saison précédente Saison suivante
La saison 1981-1982 du Stade Quimpérois débute le 1er août 1981 avec la première journée du Championnat de France de Division 2 (Groupe B), pour se terminer le 8 mai 1982 avec la dernière journée de cette compétition.
Le Stade Quimpérois est également engagé en Coupe de France où il atteint le 32e de finale tour (éliminé par le Stade lavallois, club de Division 1).

## Résumé de la saison

### Une saison compliquée en D2

#### En Division 2
Après une saison en Division 2 moyenne avec une 13e place à 3 points de la relégation, le club quimpérois est en Division 2 pour une sixième saison consécutive à ce niveau, neuvième au total. La saison débute très mal avec 3 défaites. Malgré leur première victoire face à Calais, l'équipe perd 4 de ses 5 matchs suivants et se retrouve 16e, donc relégable. Après cela, les Quimpérois enchaînent avec une meilleure seconde partie de saison mais cela ne suffit pas à remonter dans le classement puisque le club finistérien se stabilise à la 15e place, au bord de la relégation. Durant la dernière partie de saison, le club enchaîne cinq défaites de rang ce qui les font descendre à la dernière place du classement. Malgré une victoire, le club s'enfonce à la dernière place et le public déjà peu présent lors des matchs précédemment, entre 700 et 900 spectateurs, déchante et lors de la dernière journée, seulement 280 spectateurs, pire affluence du club en D2, assistent à un match spectaculaire puisque le SQ s'impose cinq buts à trois contre Limoges. Finalement, le club termine dernier du groupe B et retourne en Division 3, six ans après sa dernière saison à ce niveau. 

#### En Coupe de France
En Coupe de France, les Quimpérois s'imposent difficilement face à Quimperlé, jouant en Division 4, un but à zéro puis élimine à Penvillers, Montreuil-Juigné sur le score de six buts à un. En 32e de finale, l'avant dernier de son groupe se retrouve opposé au Stade lavallois, alors 5e de première division. La supériorité des Lavallois est respectée puisqu'ils ouvrent le score dès la quatrième minute et avant la mi-temps, font le break. En seconde mi-temps, les Quimpérois vont montrer un autre visage puisque Dominique Barberat réduit l'écart à deux buts à un mais quelques minutes plus tard, Laval fait de nouveau le break 3 buts à 1, ce sera le score final, les Quimpérois sont éliminés en 32e de finale pour la seconde fois consécutivement. Quant aux Lavallois, ils atteindront les quarts de finale.

## L'effectif de la saison
| Poste | Nat. | Nom                  | Naissance         | Sélection | Championnat | Championnat | Coupe France | Coupe France | Total Saison | Total Saison |
| Poste | Nat. | Nom                  | Naissance         | Sélection | M           | But inscrit | M            | But inscrit  | M            | But inscrit  |
| ----- | ---- | -------------------- | ----------------- | --------- | ----------- | ----------- | ------------ | ------------ | ------------ | ------------ |
| G     | FRA  | Jean-Marie Lachivert | 25 août 1958      | -         | 26          | 0           | 1            | 0            | 27           | 0            |
| G     | FRA  | Jean-Yves Larzul     | 12 avril 1951     | -         | 8           | 0           | 0            | 0            | 8            | 0            |
| D     | MAR  | Houssaine Anafal     | 15 septembre 1952 | -         | 0           | 0           | 0            | 0            | 0            | 0            |
| D     | FRA  | Gérard Thomas        | 10 mai 1949       | -         | 18          | 3           | 0            | 0            | 18           | 3            |
| D     | FRA  | Serge Le Dizet       | 2 juin 1964       | -         | 13          | 2           | 1            | 0            | 14           | 2            |
| D     | FRA  | Yvan Le Breton       | 21 juin 1959      | -         | 0           | 0           | 0            | 0            | 0            | 0            |
| D     | CMR  | Michel Kaham         | 1er juin 1952     | -         | 16          | 0           | 0            | 0            | 16           | 0            |
| M     | FRA  | Luc Barraud          | 4 octobre 1951    | -         | 33          | 6           | 1            | 0            | 34           | 6            |
| M     | FRA  | Claude Taruffi       | 30 avril 1959     | -         | 10          | 3           | 1            | 0            | 11           | 3            |
| M     | FRA  | Parot                | Inconnue          | -         | 1           | 0           | 0            | 0            | 1            | 0            |
| M     | FRA  | Gérard Déru          | 4 octobre 1951    | -         | 33          | 4           | 1            | 0            | 34           | 4            |
| M     | FRA  | Dominique Barberat   | 8 octobre 1958    | -         | 32          | 5           | 1            | 1            | 33           | 6            |
| M     | FRA  | Patrick Bouricot     | 1er février 1953  | -         | 22          | 0           | 0            | 0            | 22           | 0            |
| M     | FRA  | Jean-François Bideau | 22 février 1957   | -         | 33          | 0           | 1            | 0            | 34           | 0            |
| M     | FRA  | Thierry Reiller      | 5 mai 1960        | -         | 33          | 1           | 1            | 0            | 34           | 1            |
| A     | FRA  | Jean Gall            | 9 mai 1957        | -         | 0           | 0           | 0            | 0            | 0            | 0            |
| A     | FRA  | André Hémon          | 31 octobre 1952   | -         | 20          | 0           | 1            | 0            | 21           | 0            |
| A     | FRA  | Thierry Raphalen     | 3 novembre 1960   | -         | 11          | 0           | 0            | 0            | 11           | 0            |
| A     | FRA  | Patrick Kaminski     | 22 février 1959   | -         | 20          | 2           | 1            | 0            | 21           | 2            |
| A     | FRA  | Patrick Toulhouat    | 22 août 1958      | -         | 31          | 4           | 1            | 0            | 32           | 4            |
| A     | FRA  | Patrick Le Polotec   | Inconnue          | -         | 14          | 4           | 0            | 0            | 14           | 4            |

## Les rencontres de la saison

### Liste
| Match | Date         | Compétition     | Tour          | Adversaire       | Lieu ¹ | Score | Affluence |
| ----- | ------------ | --------------- | ------------- | ---------------- | ------ | ----- | --------- |
| 1     | 1er août     | Division 2      | 1             | Limoges          | E      | 1-3   | 3 099     |
| 2     | 8 août       | Division 2      | 2             | Guingamp         | D      | 0-1   | 4 146     |
| 3     | 15 août      | Division 2      | 3             | Angers           | E      | 0-1   | 2 162     |
| 4     | 22 août      | Division 2      | 4             | Calais           | D      | 3-1   | 1 573     |
| 5     | 29 août      | Division 2      | 5             | Nœux-les-Mines   | E      | 1-1   | 2 003     |
| 6     | 2 septembre  | Division 2      | 6             | Angoulême        | D      | 0-1   | 1 991     |
| 7     | 5 septembre  | Division 2      | 7             | Le Havre         | E      | 0-2   | 7 312     |
| 8     | 12 septembre | Division 2      | 8             | Abbeville        | E      | 3-1   | 3 295     |
| 9     | 19 septembre | Division 2      | 9             | Mulhouse         | D      | 1-3   | 1 886     |
| 10    | 26 septembre | Division 2      | 10            | Montluçon        | E      | 0-2   | 1 055     |
| 11    | 3 octobre    | Division 2      | 11            | Rouen            | D      | 0-0   | 1 034     |
| 12    | 10 octobre   | Division 2      | 12            | Stade français   | E      | 1-1   | 488       |
| 13    | 17 octobre   | Division 2      | 13            | Rennes           | D      | 1-0   | 3 740     |
| 14    | 24 octobre   | Division 2      | 14            | Dunkerque        | E      | 1-4   | 1 519     |
| 15    | 31 octobre   | Division 2      | 15            | Châteauroux      | D      | 1-1   | 1 330     |
| 16    | 7 novembre   | Division 2      | 16            | Reims            | E      | 1-1   | 7 023     |
| 17    | 13 novembre  | Division 2      | 17            | Besançon         | D      | 0-1   | 1 225     |
| 18    | 21 novembre  | Division 2      | 18            | Guingamp         | E      | 0-5   | 3 056     |
| 19    | 28 novembre  | Division 2      | 19            | Angers           | D      | 2-0   | 842       |
| 20    | 4 décembre   | Division 2      | 20            | Calais           | E      | 2-2   | 1 598     |
| 21    | 13 décembre  | Division 2      | 21            | Nœux-les-Mines   | D      | 0-1   | 665       |
| 22    | 20 décembre  | Coupe de France | 6e tour       | Quimperlé        | E      | 1-0   | -         |
| 23    | 17 janvier   | Coupe de France | 7e tour       | Montreuil-Juigné | D      | 6-1   | -         |
| 24    | 24 janvier   | Division 2      | 22            | Angoulême        | E      | 0-2   | 1 100     |
| 25    | 30 janvier   | Division 2      | 23            | Le Havre         | D      | 0-2   | 996       |
| 26    | 6 février    | Division 2      | 24            | Abbeville        | D      | 2-3   | 1 039     |
| 27    | 13 février   | Coupe de France | 32e de finale | Laval            | N      | 1-3   | 6 823     |
| 28    | 20 février   | Division 2      | 25            | Mulhouse         | E      | 1-4   | 3 200     |
| 29    | 27 février   | Division 2      | 26            | Montluçon        | D      | 4-1   | 748       |
| 30    | 13 mars      | Division 2      | 27            | Rouen            | E      | 1-2   | 3 900     |
| 31    | 20 mars      | Division 2      | 28            | Stade français   | D      | 0-0   | 769       |
| 32    | 27 mars      | Division 2      | 29            | Rennes           | E      | 0-1   | 2 058     |
| 33    | 10 avril     | Division 2      | 30            | Dunkerque        | D      | 0-0   | 854       |
| 34    | 17 avril     | Division 2      | 31            | Châteauroux      | E      | 0-3   | 1 247     |
| 35    | 24 avril     | Division 2      | 32            | Reims            | D      | 1-2   | 930       |
| 36    | 1er mai      | Division 2      | 33            | Besançon         | E      | 1-4   | 1 659     |
| 37    | 8 mai        | Division 2      | 34            | Limoges          | D      | 5-3   | 280       |
| 38    | 15 mai       | Coupe d'été     | 1             | Dunkerque        | D      | n-d1  | -         |
| 39    | 19 mai       | Coupe d'été     | 2             | Abbeville        | E      | 2-1   | 1 800     |
| 40    | 22 mai       | Coupe d'été     | 3             | Calais           | D      | 1-2   | 121       |
| 41    | 25 mai       | Coupe d'été     | 4             | Strasbourg       | D      | 0-1   | -         |
| 42    | 28 mai       | Coupe d'été     | 5             | Saint-Dié        | E      | 0-2   | 340       |

- 1 N : terrain neutre ; D : à domicile ; E : à l'extérieur ; drapeau : pays du lieu du match international

Note 1 : Le match Stade quimpérois - USL Dunkerque de la 1re journée, reporté, n'est finalement pas joué car celui-ci n'a aucune incidence sur le classement final.

### Affluence
L'affluence à domicile du Stade Quimpérois atteint un total :
- de 24 048 spectateurs en 17 rencontres de Division 2, soit une moyenne de 1 415/match.
- de 121 spectateurs en 1 rencontre de Coupe d'été, soit une moyenne de 121/match.
- de 24 169 spectateurs en 18 rencontres au total, soit une moyenne de 1 342/match.

Affluence du Stade Quimpérois à domicile

## Bilan des compétitions
| Compétition     | Vainqueur final | Débute au tour | Place ou tour final | Première rencontre | Dernière rencontre | Nombre |
| --------------- | --------------- | -------------- | ------------------- | ------------------ | ------------------ | ------ |
| Division 2      | FC Rouen        | 1re journée    | 18e du Groupe B     | 1er août 1981      | 8 mai 1982         | 34     |
| Coupe de France | Paris SG        | 6e tour        | 32e de finale       | 20 décembre 1981   | 13 février 1982    | 3      |

### Division 2 - Groupe B

#### Classement
| Rang | Équipe    | Pts | J  | G | N  | P  | Bp | Bc | Diff |
| ---- | --------- | --- | -- | - | -- | -- | -- | -- | ---- |
| 15   | Abbeville | 23  | 34 | 5 | 13 | 16 | 34 | 65 | -31  |
| 16   | Calais    | 23  | 34 | 8 | 7  | 19 | 28 | 68 | -40  |
| 17   | Montluçon | 22  | 34 | 7 | 8  | 19 | 22 | 54 | -32  |
| 18   | Quimper   | 20  | 34 | 6 | 8  | 20 | 33 | 59 | -26  |

#### Résultats
| Total  | Total  | Total | Total | Total | Total | Total | Total | Domicile | Domicile | Domicile | Domicile | Domicile | Domicile | Extérieur | Extérieur | Extérieur | Extérieur | Extérieur | Extérieur |
| Matchs | Points | V     | N     | D     | BP    | BC    | Diff. | V        | N        | D        | BP       | BC       | Diff.    | V         | N         | D         | BP        | BC        | Diff.     |
| ------ | ------ | ----- | ----- | ----- | ----- | ----- | ----- | -------- | -------- | -------- | -------- | -------- | -------- | --------- | --------- | --------- | --------- | --------- | --------- |
| 34     | 20     | 6     | 8     | 20    | 33    | 59    | -26   | 5        | 4        | 8        | 20       | 20       | 0        | 1         | 4         | 12        | 13        | 39        | -26       |

#### Résultats par journée
| Journée   | 01 | 02 | 03 | 04 | 05 | 06 | 07 | 08 | 09 | 10 | 11 | 12 | 13 | 14 | 15 | 16 | 17 | 18 | 19 | 20 | 21 | 22 | 23 | 24 | 25 | 26 | 27 | 28 | 29 | 30 | 31 | 32 | 33 | 34 |
| --------- | -- | -- | -- | -- | -- | -- | -- | -- | -- | -- | -- | -- | -- | -- | -- | -- | -- | -- | -- | -- | -- | -- | -- | -- | -- | -- | -- | -- | -- | -- | -- | -- | -- | -- |
| Terrain   | E  | D  | E  | D  | E  | D  | E  | E  | D  | E  | D  | E  | D  | E  | D  | E  | D  | E  | D  | E  | D  | E  | D  | D  | E  | D  | E  | D  | E  | D  | E  | D  | E  | D  |
| Résultats | D  | D  | D  | V  | N  | D  | D  | V  | D  | D  | N  | N  | V  | D  | N  | N  | D  | D  | V  | N  | D  | D  | D  | D  | D  | V  | D  | N  | D  | N  | D  | D  | D  | V  |
| Points    | 0  | 0  | 0  | 2  | 3  | 3  | 3  | 5  | 5  | 5  | 6  | 7  | 9  | 9  | 10 | 11 | 11 | 11 | 13 | 14 | 14 | 14 | 14 | 14 | 14 | 16 | 16 | 17 | 17 | 18 | 18 | 18 | 18 | 20 |
| Place     | 15 | 18 | 18 | 13 | 14 | 15 | 16 | 15 | 15 | 16 | 16 | 15 | 14 | 15 | 15 | 15 | 15 | 15 | 15 | 15 | 15 | 15 | 16 | 17 | 18 | 16 | 16 | 17 | 18 | 17 | 18 | 18 | 18 | 18 |

Source : Liste des rencontres

Terrain : D = Domicile ; E = Extérieur. Résultat: D = Défaite ; N = Nul ; V = Victoire.